# اچ‌ام‌اس دیانا (دی۱۲۶)
اچ‌ام‌اس دیانا (دی۱۲۶) (به انگلیسی: HMS Diana (D126)) یک کشتی است که طول آن ۳۹۰ فوت (۱۲۰ متر) می‌باشد. این کشتی در سال ۱۹۵۲ ساخته شد.